# Palacio de Messina
El Palacio de Messina (Palazzo Messina) es un palacio situado en el n º 141 y 141 A Strada San Cristoforo (Calle San Cristóbal), en La Valeta, capital del país europeo de Malta. Fue construido por fray Pedro La Rocca, Prior de Santo Stefano, hacia el final del siglo XVI y fue una vez parte de un grandioso palacio llamado "Casa Rocca Grande". La propiedad ha sido ocupada por el Círculo germano-maltés desde 1975, que compró el edificio a la familia Stilon en 1989.